# 周璇
周璇（1920年8月1日—1957年9月22日），原名苏璞，后改名王小红、周小红，江苏武進縣人，1930年代至1940年代歌星、影星，有「金嗓子」稱號。周璇發跡於1930年代初期，她既能演、又能歌，1940年代是她演藝生涯的高峰時期。1951年周璇在拍攝電影《和平鴿》時因病息影，1957年短暫復出，同年9月因病逝世，享年37歲。她被認為是中國1930至1940年代最著名的歌星之一，也是1940年代上海歌壇七大歌星之一。周璇的知名代表作有《何日君再來》、《天涯歌女》和《夜上海》等。

## 生平
周璇原名蘇璞，1920年8月1日出生於江蘇武進縣一個知識份子家庭。父親蘇調夫畢業於金陵大學，先后做过牧师和教师，在常州城颇有名气；母親顧美珍畢業於金陵女子大學。周璇年幼時被抽鴉片的舅舅拐賣到金坛县，從此與親生父母失散。至六歲時在上海為周家所養，改名周小紅，養父周文鼎，養母叶凤妹。
1931年周小紅加入黎錦暉創建的明月歌舞團（又名聯華歌舞班）。在一次演出中周小紅演唱《民族之光》一曲有「與敵人周旋於沙場之上」一句歌詞，受到聽眾熱烈讚賞，因此黎錦暉便替周小紅起了一個藝名周璇。

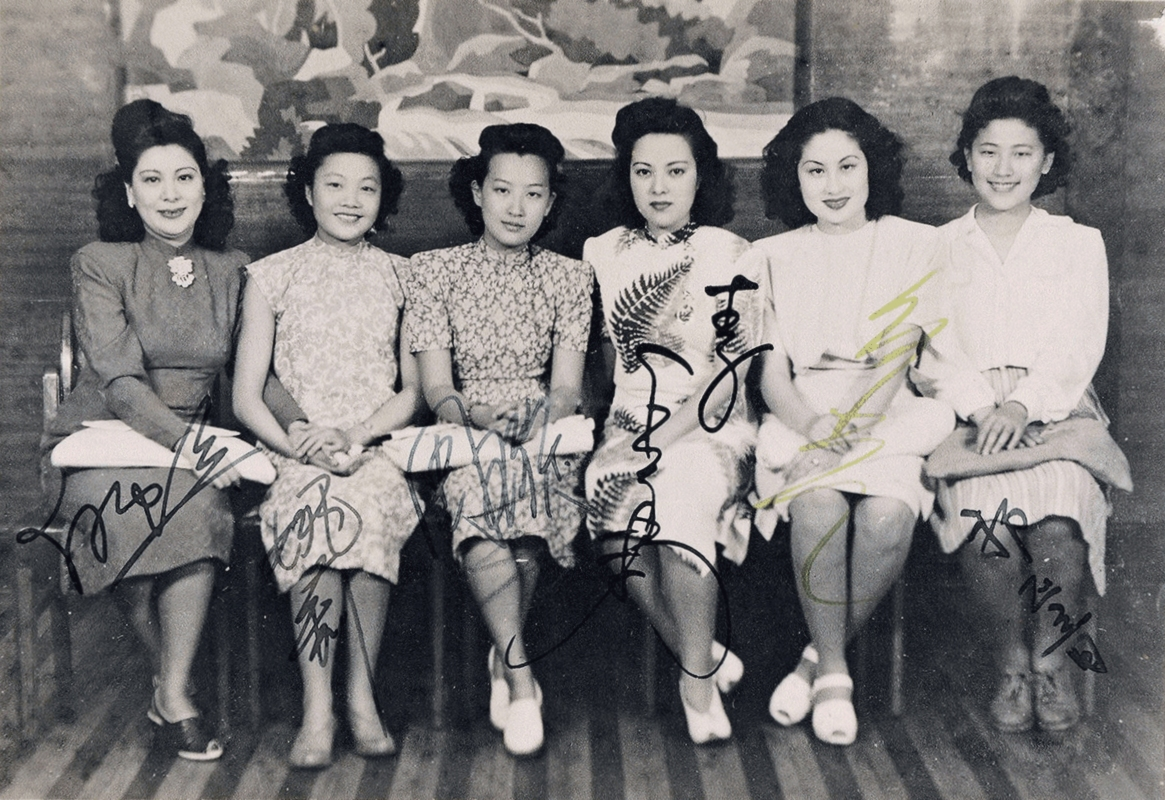
左起为：白虹、姚莉、周璇、李香蘭、白光、祁正音

周璇除了在電台播音，還有灌錄唱片。1934年周璇在「三大播音歌星」比賽中獲亞軍。1937年，周璇主演明星影片公司《馬路天使》大獲好評，旋即成為上海的大明星，其後主演《孟姜女》、《李三娘》、《董小宛》、《西廂記》等近二十部影片，紅遍大江南北，她唱的時代歌曲和電影插曲也響遍大街小巷，嬌滴滴唱腔成為一時風尚。1943年在中華電影聯合股份有限公司，主演《漁家女》、《紅樓夢》等影片。1945年兩次舉行演唱會，分別是3月在金都大戲院的三場，和6月在大光明戲院一場，門票雖然昂貴，可是開售不久即售罄，轟動全上海。

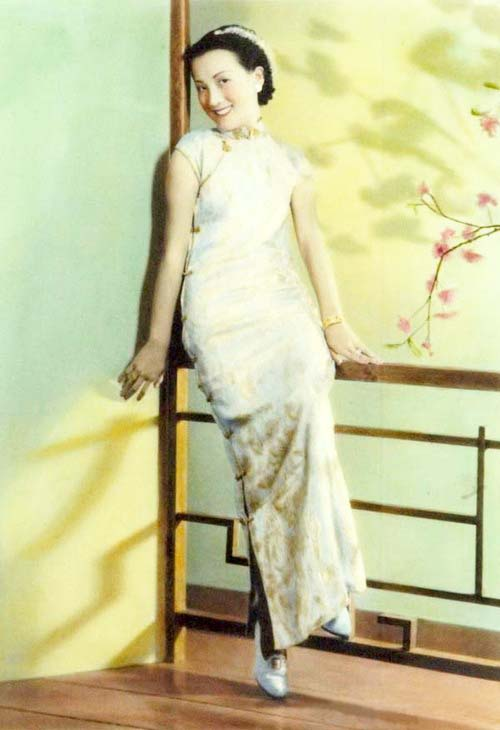
周璇三十年代在上海王开照相拍摄的照片

### 婚姻及戀情

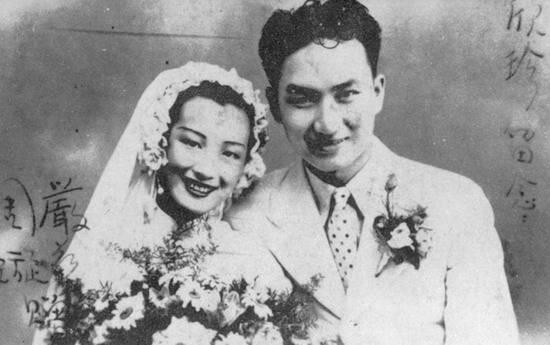
周璇与严华结婚照(1938年)

1936年的秋天，周璇和作曲家严华正式訂婚。1938年7月10日，周璇和严华在北平春园饭店举行了婚礼。周璇与严华的婚姻只维持了三年，因为绯闻双方都怀疑对方有了外遇，几番吵闹后周璇甚至离家出走。1941年，周璇与严华离婚。
与严华离婚后，周璇再也没有结过婚。周璇第二段公开的恋情是与石挥交往，但不久就分手。第三段公开的恋情与绸布商人朱怀德的同居。有一种说法是朱怀德以甜言蜜语欺骗了周璇，骗取了周璇的感情和部分财产。1950年，带着身孕的周璇回到上海后，便在报纸上发表声明，和朱怀德脱离同居关系；年底，周璇的大儿子周民出生。周璇第四位公开的恋人是从事美工工作的唐棣。1952年5月，周璇准备与美术教师唐棣结婚，唐棣却被静安区人民法院以诈骗与诱奸的罪名判处有期徒刑三年；同年周璇的二儿子周伟出生。

### 患病及離世
中华民国抗日战争後，周璇在英屬香港和上海之間穿梭，為了主演在香港開拍的《長相思》、《各有千秋》、《莫負青春》、《清宮秘史》等影片。1950年到中華人民共和國上海，參加影片《和平鴿》的拍攝，因患病而被迫中止。1951年夏天，周璇在拍攝電影片《和平鴿》時，突發精神病，被送入上海虹橋療養院。1957年6月18日，周璇康復準備出院，但在7月19日突發急性腦膜炎，經專家醫治無效，於1957年9月22日晚上8:55分病逝于上海医学院附属第一医院（今复旦大学附属华山医院），享年37歲。周璇的追悼會在上海万国殡仪馆舉行，遺體在静安公墓火化，骨灰埋葬在聯義山莊。文化大革命時周璇的墓穴被搗毀清除。後來上海福寿园立起了周璇的衣冠冢。

### 身後
周璇长子周民和次子周伟由黄宗英抚养长大。1986年11月初，周伟起訴黄宗英，他要求黄宗英返还她所代管的周璇遗产12万元。後來上海市高级人民法院判决黄宗英赔偿周伟人民币7万余元。

## 周璇歌曲
- 《夜上海》
- 《何日君再來》
- 《天涯歌女》
- 《漁家女》
- 《可愛的早晨》
- 《四季歌》
- 《永遠的微笑》
- 《新對花》
- 《叮嚀》
- 《陋巷之春》
- 《襟上一朵花》
- 《五月的風》
- 《采檳榔》
- 《星心相印》
- 《春之晨》
- 《瘋狂世界》
- 《月圓花好》
- 《送君》
- 《闔家歡》
- 《花樣的年華》
- 《莫負青春》
- 《前程萬里》
- 《花外流鶯》
- 《黃葉舞秋風》
- 《小小洞房》
- 《銀花飛》
- 《愛神的箭》
- 《知音何處尋》
- 《街頭月》
- 《鳳凰于飛》
- 《送大哥》
- 《拷紅》
- 《天長地久》
- 《歌女之歌》
- 《訴衷情》
- 《種花歌》
- 《月下的祈禱》
- 《龍華的桃花》
- 《不變的心》
- 《花花姑娘》
- 《高崗上》
- 《郎是風兒姐是浪》
- 《晚安曲》
- 《慈母心》
- 《賣雜貨》
- 《鐘山春》
- 《兩條路上》
- 《討厭的早晨》
- 《三年離別又相逢》
- 《蘇三採茶》
- 《花開等郎來》
- 《憶良人》
- 《四季相思》
- 《凱旋歌》
- 《許我向你看》

李香兰认为《何日君再來》是周璇的传世名曲。香港电影导演李翰祥认为《何日君再來》应该是最流行的歌曲。
鄧麗君亦曾翻唱《何日君再來》、《天涯歌女》，其中《天涯歌女》也被電影《色戒》所收錄。

## 演出影片
成名作：1937年和赵丹主演的《马路天使》；
代表作：《马路天使》、《忆江南》、《清宫秘史》
| 年度   | 劇名         | 角色   |
| ------ | ------------ | ------ |
| 1934年 | 《女人》     |        |
| 1935年 | 《風雲兒女》 | 舞女甲 |
| 1935年 | 《美人恩》   |        |
| 1936年 | 《花烛之夜》 |        |
| 1936年 | 《化身姑娘》 |        |
| 1936年 | 《喜临门》   |        |
| 1936年 | 《百宝图》   |        |
| 1936年 | 《狂欢之夜》 | 曼丽   |
| 1937年 | 《马路天使》 | 小红   |
| 1937年 | 《三星伴月》 | 王秀文 |
| 1937年 | 《女财神》   |        |
| 1937年 | 《满园春色》 |        |
| 1939年 | 《李三娘》   | 李三娘 |
| 1939年 | 《影城记》   |        |
| 1939年 | 《孟姜女》   | 孟姜女 |
| 1939年 | 《新地狱》   | 三妹   |
| 1939年 | 《七重天》   |        |
| 1939年 | 《董小宛》   | 董小宛 |
| 1940年 | 《孟丽君》   | 孟丽君 |
| 1940年 | 《天涯歌女》 | 小兰   |
| 1940年 | 《西厢记》   | 红娘   |
| 1940年 | 《黑天堂》   | 杨秀丽 |
| 1940年 | 《三笑》     | 秋香   |
| 1941年 | 《苏三艳史》 | 苏三   |
| 1941年 | 《梦断关山》 |        |
| 1941年 | 《梅妃》     | 梅妃   |
| 1941年 | 《夜深沉》   | 月容   |
| 1941年 | 《恼人春色》 |        |
| 1941年 | 《解语花》   | 田文玉 |
| 1942年 | 《博爱》     |        |
| 1943年 | 《渔家女》   | 周琼珠 |
| 1944年 | 《鸾凤和鸣》 | 朱玉华 |
| 1944年 | 《凤凰于飞》 | 吴淑贞 |
| 1944年 | 《红楼梦》   | 林黛玉 |
| 1946年 | 《各有千秋》 | 余碧华 |
| 1946年 | 《长相思》   | 李湘梅 |
| 1947年 | 《莫负青春》 | 阿綉   |
| 1947年 | 《歌女之歌》 | 朱兰   |
| 1947年 | 《花外流莺》 | 周莺   |
| 1947年 | 《忆江南》   | 谢黛娥 |
| 1947年 | 《夜店》     | 石小妹 |
| 1947年 | 《不了情》   |        |
| 1948年 | 《清宫秘史》 | 珍妃   |
| 1949年 | 《彩虹曲》   | 陆馨芳 |
| 1949年 | 《花街》     | 大平   |
| 1950年 | 《和平鸽》   | 蔡愉英 |

## 纪念
- 1995年，获中国电影世纪奖。
- 2005年，獲選為香港星光大道首批嘉許藝人第15星。

### 书籍
- 《周璇自述》赵士荟编著  上海三联书店  1995
- 《周璇日记》 2003年儿子周民编辑周璇遗下的日记手稿，2003年出版《周璇日记》[7]。
- 《我的媽媽周璇》1987年次子周偉出版[8]。

### 劇集
- 1982年，《夜上海》，中国大陆 & 香港合拍片。沈丹萍饰周小莺（周璇）。
- 1987年，《一代歌后》，台灣中國電視公司電視劇。潘迎紫飾周璇，慕思成飾嚴華，姜厚任飾朱飛白（朱懷德，劇中周璇第二任丈夫）。
- 1989年，《天涯歌女》，香港電視廣播有限公司電視劇。陳松伶飾周璇，黎明飾嚴子華（嚴華）。
- 1995年，《周璇》，中國大陸電視劇。王璐瑶飾周璇。
- 2007年，《天涯歌女》，中國大陸電視劇。張栢芝飾周璇，潘粤明飾启明（嚴華）。